# 1st New Jersey Brigade
La 1st New Jersey Brigade (également appelé la 1st Jersey de Brigade et brigade du New Jersey de Kearny) est le nom commun pour une brigade de la guerre de Sécession composée de régiments d'infanterie du New Jersey dans l'armée du Potomac de l'Union. Sa désignation officielle dans la plupart de ses services est la première brigade de la première division du VIe corps.

## Débuts du service
Au cours de la guerre de Sécession, la brigade est entièrement composée d'unités du New Jersey, la seule brigade de l'Union pendant la guerre à être constituée ainsi. Ses origines remontent au 4 mai 1861, quand le New Jersey reçoit du gouvernement fédéral la demande de fournir un quota de trois régiments d'infanterie, servant pour une durée de trois ans d'engagement. Le gouverneur Charles S. Olden, à la suite de l'appel du président Lincoln doit fournir près de trois mille soldats sur les 75000. Le quota du New Jersey est de quatre régiments de 780 hommes. 
Le recrutement a lieu pour les nouveaux régiments dans tout l'État, et le 21 mai 1861, le 1st New Jersey Volunteer Infantry entre au service de l'armée de l'Union, au camp Olden à Trenton, dans le New Jersey, sous les ordres du commandant Theodore T. S. Laidley de l'armée régulière des États-Unis. Le 1st New Jersey est ensuite suivi par l'entrée en service fédéral par le 2nd New Jersey Volunteer Infantry (28 mai 1861) et le 3rd New Jersey Volunteer Infantry.
Le 28 juin 1861, les trois régiments de trois ans, nouvellement créés, commencent le voyage vers la Virginie, où, en juin, ils sont rejoints par une brigade de régiment de trois mois d'engagement de la  milice du New Jersey pour former une division commandée par le brigadier général Theodore Runyon. C'est la première fois que les régiments du New Jersey forment officiellement la brigade. Lors de la première campagne de Bull Run, la plupart de la brigade est en service à la garde des carrefours des trains, des dépôts d'approvisionnement et chaussées, étant considérée comme trop « inexpérimentée » pour être fiable au combat. Cependant, quelques compagnies du 1st et du 2nd New Jersey Infantry sont envoyées pour aider à juguler la retraite à Centreville, en Virginie, après la déroute des forces du général Irvin McDowell à Manassas, en Virginie, le 21 juillet 1861. Elles n'y parviennent pas, et de nombreux officiers et les hommes se joignent aussi à la déroute.
En août 1861, le 4th New Jersey Volunteer Infantry est recruté et ajouté à la première brigade du New Jersey après son entrée en service. À partir de ce moment, les quatre régiments et plus tard ce qui en reste, servent ensemble jusqu'à la fin de la guerre et leur libération finale.

## Service ultérieur
À mesure que la guerre avance, d'autres régiments sont ajoutés à la brigade, mais fidèle à sa tradition, ce sont des unités du New Jersey. En septembre 1862, les 23rd New Jersey Volunteer Infantry d'un engagement de trois mois et 15th New Jersey Volunteer Infantry de trois ans sont ajoutés, avec le 23nd New Jersey servant jusqu'en juin 1863, le 15th New Jersey servant jusqu'à la fin de la guerre. Le 19 avril 1864, le 10th New Jersey Volunteer Infantry (« légion d'Olden ») est ajouté. En mars 1865, le 40th New Jersey Volunteer Infantry - le dernier régiment levé par l'état - est incorporé à la brigade avec les unités d'origine.
La brigade participe à sa première bataille rangée assez tard, alors qu'elle combat le 27 juin 1862,à la bataille de Gaines' Mill pendant les batailles de sept jours. Là, elle subit de lourdes pertes, avec la plupart du 4th New Jersey capturé par les forces confédérées. Les hommes du 4th New Jersey sont par la suite libérés lors d'un échange de prisonniers et retournent au front, mais ils perdent le fusil Springfield modèle 1861 qu'ils portaient auparavant. Comme il n'y en a pas de disponible pour le réarmer, le régiment perçoit le vieux fusil à canon lisse de calibre .69. Puis, il combat lors de la seconde campagne de Bull Run, où il butte contre l'ensemble du corps d'armée confédéré commandé par le général Stonewall Jackson, et à Crampton's Gap au cours de la bataille de South Mountain, où il rachète son honneur en faisant une charge triomphante au sommet de la colline. La 4th New Jersey réussit à se rééquiper lui-même avec des fusils de calibre .58 abandonnés par les confédérés. Les engagements ultérieurs comprennent Fredericksburg, Chancellorsville, Gettysburg, la Wilderness, Spotsylvania, Cold Harbor, Strasburg, Fisher's Hill, et Cedar Creek.

## Régiments
First New Jersey Infantry
Service dans la brigade : juin 1861 - 3 juin 1864
153 tués ou morts de leurs blessures et 99 morts de maladie ou d'accident
Second New Jersey Infantry 
Service dans la brigade : juin 1861 - 1er mai 1864
96 tués ou morts de leurs blessures et de 69 morts de maladie ou d'accident
Third New Jersey Infantry
Service de brigade: juin 1861 - 3 juin 1864
157 tués ou morts de leurs blessures et de 81 morts de maladie ou d'accidents
Fourth New Jersey Infantry
Service  dans la brigade : juin 1861 - 22 juin 1865
161 tués ou morts de leurs blessures et 105 morts de maladie ou d'accident
Tenth New Jersey Infantry "Olden Legion"
Service  dans la brigade : 19 avril 1864 - 22 juin 1865
93 tués ou morts de leurs blessures et 190 morts de maladie ou d'accident
Fifteenth New Jersey Infantry "Fighting Fifteenth"
Service  dans la brigade : 30 septembre 1862 - 22 juin 1865
240 tués ou morts de leurs blessures et 132 morts de maladie ou d'accident
Twenty-Third New Jersey Infantry 
Service  dans la brigade : 8 octobre 1862 - 27 juin 1863
35 tués ou morts de leurs blessures et de 55 morts de maladie ou d'accident
Fortieth New Jersey Infantry
Service  dans la brigade : 2 février 1865 - 13 juillet 1865
2 tués ou morts de leurs blessures et 17 morts de maladie ou d'accident

## Commandants
Le premier commandant de la brigade est le brigadier général Philip Kearny, dont la formation et la discipline façonne les régiments en une réelle unité de combat. Il est remplacé par George W. Taylor, qui est colonel du 3rd New Jersey Infantry. Taylor est promu brigadier général peu après la prise de commandement de la brigade. Après avoir été mortellement blessé lors de la seconde bataille de Bull Run, la direction de la brigade va à Alfred Thomas Torbert, qui a servi comme colonel du 1st New Jersey Infantry. Les commandants suivants sont le colonel Henry Brown (3rd New Jersey), le colonel William H. Penrose (15th New Jersey), et capitaine Baldwin Hufty (4th New Jersey).

## Récipiendaires de la médaille d'honneur
Six soldats de la première brigade du New Jersey ont reçu la médaille d'honneur pour actes de bravoure :
- Premier lieutenant William Brant, Jr - 1st New Jersey Veterans Battalion
- Caporal Charles Ferren Hopkins - 1st New Jersey Volunteer Infantry
- Caporal Edmund English - 2nd New Jersey Volunteer Infantry
- Sergent John P. Beech - 4th New Jersey Volunteer Infantry
- Capitaine Forrester L. Taylor - 23rd New Jersey Volunteer Infantry
- Soldat Frank E. Fesq - 40th New Jersey Volunteer Infantry

## Monuments

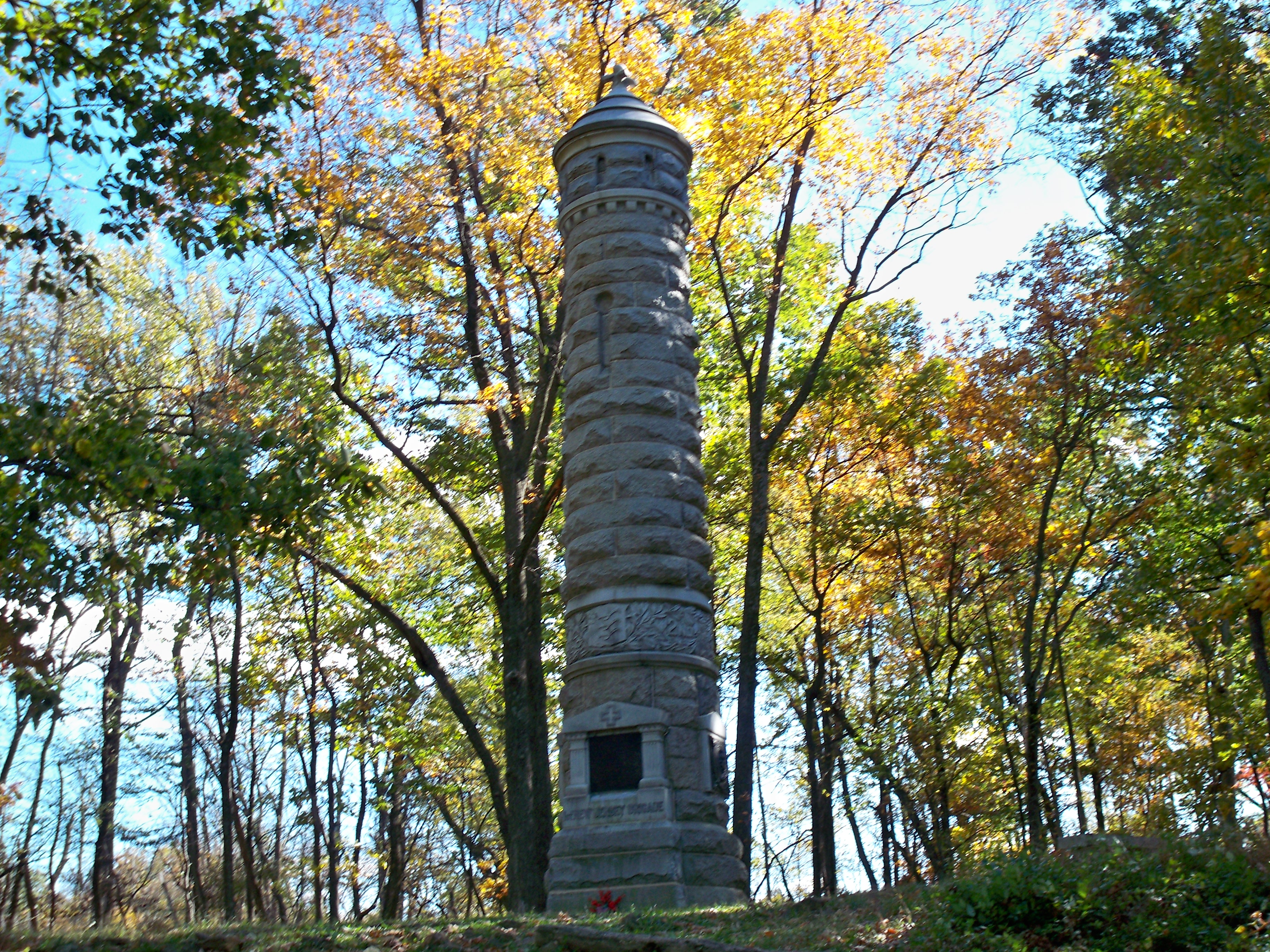
Un monument à la brigade dans le parc national de Gettysburg

Un grand monument dédié à la première brigade du New Jersey se dresse sur Weikert Himm dans le parc militaire national de Gettysburg, marquant l'endroit où la brigade a été placée au cours de la bataille.